# Chamaeota sinica
Chamaeota sinica är en svampart som beskrevs av J.Z. Ying 1995. Chamaeota sinica ingår i släktet Chamaeota och familjen Pluteaceae.   Inga underarter finns listade i Catalogue of Life.